# Haibach ob der Donau
Haibach ob der Donau je obec v okrese Eferding v rakouské spolkové zemi Horní Rakousy. Sídlo se nachází v blízkosti Dunaje. Obec se skládá ze dvou katastrálních obcí Haibach a Mannsdorf.

## Geografie
Hailbach leží v oblasti Hausruckviertel. Přibližně 45 % rozlohy obce tvoří lesy a 41 % zemědělská půda.

## Místní části
Poznámka: Počet obyvatel (podle stavu k 1. lednu 2025) je uveden v závorkách.
- Au (8)
- Bach (71)
- Berg (10)
- Donauleiten (1)
- Dorf (59)
- Eckersdorf (24)
- Gemersdorf (32)
- Grub (41)
- Haibach ob der Donau (479)
- Hinterberg (29)
- Inzell (19)
- Kobling (5)
- Kolleck (0)
- Komas (72)
- Lehen (14)
- Linetshub (20)
- Mannsdorf (65)
- Moos (25)
- Mühlbach (6)
- Obergschwendt (13)
- Oberhub (47)
- Oedt (24)
- Pamet (9)
- Pichl (9)
- Pühret (15)
- Reith (20)
- Rennersdorf (8)
- Schauerdoppl (5)
- Schlögen (22)
- Schlögenleiten (17)
- Sieberstal (19)
- Starz (2)
- Untergschwendt (11)
- Wies (0)
- Wiesing (59)